# Сано
Сано (јап. 佐野市) град је у Јапану у префектури Точиги. Према попису становништва из 2005. у граду је живело 123.926 становника.

## Становништво
Према подацима са пописа, у граду је 2005. године живело 123.926 становника.
| 1995.   | 2000.   | 2005.   |
| ------- | ------- | ------- |
| 128.099 | 125.671 | 123.926 |